# Liste der Monuments historiques in Brémoncourt
Die Liste der Monuments historiques in Brémoncourt führt die Monuments historiques in der französischen Gemeinde Brémoncourt auf.

## Liste der Objekte
| Bezeichnung     | Beschreibung                                                    | Standort                     | Kennzeichnung | Schutzstatus | Datum | Bild |
| --------------- | --------------------------------------------------------------- | ---------------------------- | ------------- | ------------ | ----- | ---- |
| Kreuzreliquiar  | Holz, vergoldet, 18. Jahrhundert                                | in der Kirche St-Rémy (Lage) | PM54001440    | Inscrit      | 1996  |      |
| Wandvertäfelung | Holz, 18. Jahrhundert                                           | in der Kirche St-Rémy (Lage) | PM54001441    | Inscrit      | 1996  |      |
| Hauptaltar      | Holz, farbig gefasst und vergoldet, 1725; aus dem Kloster Bayon | in der Kirche St-Rémy (Lage) | PM54000117    | Classé       | 1983  |      |